# 相模中央化学研究所
公益財団法人相模中央化学研究所（さがみちゅうおうかがくけんきゅうじょ）は、公益財団法人。以前は経済産業省所管の財団法人だったが、公益法人制度改革に伴い、2010年4月1日に公益財団法人に移行。略称は相模中研。

## 概要
化学と工業を結ぶ研究の場を作り、次代の化学工業の礎となる技術の種を生み出すことを目的とする団体である。
1960年、二宮善基（東洋曹達工業社長）と大原総一郎（倉敷レーヨン社長）、中山素平（日本興業銀行副頭取）によって研究所設立構想が議論され、1962年、日本興業銀行創立60周年記念事業の一環として中央研究所設立への援助が決まる。これを受けて、財団法人相模中央化学研究所が設立された。出資会社として小野田セメント、宇部曹達工業、鐘淵化学工業、協和発酵工業、協和ガス化学工業、倉敷レーヨン、新日本窒素肥、東洋曹達工業、鉄興社、大協石油、日本瓦斯化学工業、日本鉱業、日産化学工業、日東紡績、保土谷化学工業、日本興業銀行といった名だたる企業が集った。1965年、初代理事長内田俊一の「悪戯に目先のことに捕われることなく、国家的社会的に見て、一企業では取上げにくい問題に取組むこと」という提言に基づき、研究活動を開始する。1970年には、新たに日産自動車、日本曹達、新日本製鐵、大日本インキ化学工業、日立製作所、日立化成工業、東京電力、新日本製鐵化学工業、同和鉱業、日本合成ゴムが出資者として加わった。
当初の所在地は神奈川県相模原市（現・オルガノ開発センター）であったが、2002年、神奈川県綾瀬市早川（東ソー・東京研究センターに隣接）へ移転。2010年、公益財団法人相模中央化学研究所へ移行。

## 歴代理事長・所長

### 理事長
- 初代 - 内田俊一
- 2代 - 植村甲午郎
- 3代 - 二宮善基
- 4代 - 武田健夫
- 5代 - 八幡輝雄
- 6代 - 田代圓
- 7代 - 宇田川憲一
- 8代 - 西澤恵一郎

### 所長
- 初代 - 内田俊一
- 2代 - 森野米三
- 3代 - 島村修
- 4代 - 武田健夫
- 5代 - 近藤聖
- 6代 - 寺島孜郎
- 7代 - 平井憲次
- 8代 - 相原秀典